# Nuclear Regulatory Commission
Nuclear Regulatory Commission (NRC) är en amerikansk federal myndighet som ska säkerställa användandet av kärnenergi i förmån att skydda folkhälsa och miljö.
Myndigheten inrättades den 19 januari 1975 efter att USA:s kongress drev igenom lagen Energy Reorganization Act of 1974, vilket innebar att delar av den dåvarande federala myndigheten Atomic Energy Commission överfördes till NRC.